# Pauesia
Pauesia är ett släkte av steklar som beskrevs av Quilis Pérez 1931. Pauesia ingår i familjen bracksteklar.

## Dottertaxa tillPauesia, i alfabetisk ordning[1][2]
- Pauesia abietis
- Pauesia ahtanumensis
- Pauesia akamatsucola
- Pauesia alpina
- Pauesia anatolica
- Pauesia antennata
- Pauesia arcuata
- Pauesia bicolor
- Pauesia bizarrii
- Pauesia californica
- Pauesia cedrobii
- Pauesia cinaravora
- Pauesia columbiana
- Pauesia confusa
- Pauesia cupressobii
- Pauesia decurrens
- Pauesia gillettei
- Pauesia goidanichi
- Pauesia grossa
- Pauesia gulmargensis
- Pauesia gwangleungensis
- Pauesia hazratbalensis
- Pauesia himalayensis
- Pauesia holmani
- Pauesia hundungensis
- Pauesia indica
- Pauesia infulata
- Pauesia inouyei
- Pauesia japonica
- Pauesia jezoensis
- Pauesia juniperaphidis
- Pauesia juniperina
- Pauesia juniperorum
- Pauesia konoi
- Pauesia koraiensis
- Pauesia kunashirensis
- Pauesia kunmingensis
- Pauesia lachniella
- Pauesia laricis
- Pauesia laticeps
- Pauesia longicauda
- Pauesia luntervalvae
- Pauesia macrogaster
- Pauesia maculolachni
- Pauesia malongensis
- Pauesia mashobrica
- Pauesia media
- Pauesia momicola
- Pauesia montana
- Pauesia nigrovaria
- Pauesia nopporensis
- Pauesia orientalis
- Pauesia pahtonis
- Pauesia picta
- Pauesia pinaphidis
- Pauesia pini
- Pauesia pinicollis
- Pauesia platyclaudi
- Pauesia ponderosae
- Pauesia ponderosaecola
- Pauesia procephali
- Pauesia pseudosilana
- Pauesia pseudotsugae
- Pauesia rufithorax
- Pauesia rugosa
- Pauesia sachalinensis
- Pauesia salignae
- Pauesia silana
- Pauesia silvestris
- Pauesia similis
- Pauesia soranumensis
- Pauesia spatulata
- Pauesia szepligetii
- Pauesia taianensis
- Pauesia takomaensis
- Pauesia tropicalis
- Pauesia unilachni
- Pauesia varigata
- Pauesia xanthothera